# Buchegg
Buchegg – miejscowość i gmina w Szwajcarii, w kantonie Solura, w jednostce administracyjnej (Amtei) Bucheggberg-Wasseramt, siedziba administracyjna okręgu Bucheggberg. Powstała 1 stycznia 2014 z połączenia gmin Aetigkofen, Aetingen, Bibern, Brügglen, Gossliwil, Hessigkofen, Küttigkofen, Kyburg-Buchegg, Mühledorf i Tscheppach. 1 stycznia 2024 do gminy przyłączono gminę Lüterswil-Gächliwil.

## Demografia
W Buchegg mieszka 2898 osób. W 2021 roku 5,2% populacji gminy stanowiły osoby urodzone poza Szwajcarią. 